# Теодора Раул
Теодора Палеологина Кантакузина Раулина (Грчки: Θεοδώρα Κομνηνή Καντακουζηνή Παλαιολογίνα Ραούλαινα, 1240–1300), била је византијска племкиња, сестричина цара Михаила VIII Палеолога (1259–1282). Два пута удовица, сукобила се са својим ујаком због његове унионистичке верске политике и постала монахиња. Обновила је и манастир Светог Андреја у Крисеју, где је пренела мошти Патријарха Арсенија Ауторијана. Високо образована, била је истакнути члан престоничких књижевних кругова крајем 13. века.

## Биографија

### Породица и младост
Теодора је рођена око 1240. године, у Никејском царству, трећа ћерка Јована Кантакузина и Ирине Комнине Палеологине. Њен отац је био пинкерн и касније дукс Тракијске теме, док је њена мајка била друга ћерка мега доместика Андроника Палеолога, а тиме и сестра будућег цара Михаила VIII Палеолога (1259–1282). Након што јој је муж умро (нешто пре 1257. године), замонашила се и понела је име Евлогија. Теодора је имала још три сестре, Ану, Марију и Евгенију. Ана се удала за епирског деспота Нићифора I Комнина Дуку (1267/1268 – око 1297), а након његове смрти постала је намесница. Марија се удала за бугарског цара Константина I Асена Тиха (1257–1277), док се Евгенија удала за куманског мега доместика Сиргиана, и била је мајка Сиргијана Палеолога.
Теодора се 1256. године, удала за Ђорђа Музалона, овај брак  је уговорио цар Теодор II Ласкарис (1254–1258). Музалон је био скромног порекла, али се уздигао до високе службе протовестијара захваљујући наклоности византијског цара, чији је био пријатељ из детињства. Брак, и сличне за остале цареве „нове људе“, цар Теодор II је осмислио као средство за подизање статуса својих нискорођених штићеника. Међутим, ови брачни савези, и Теодорова доследна антиаристократска политика, довели су до непријатељства традиционалних племићких породица. Након Теодорове смрти августа 1258. године, Музалон је постао намесник Царства у име младог цара Јована IV Ласкариса (1258–1261), али су га војници заједно са осталим члановима породице убили у дворском преврату, који су организовали аристократе, само неколико дана касније током парастоса преминулом цару. Покретачка снага завере аристократа био је Михаило Палеолог, Теодорин ујак, који је убрзо наследио Музалона на месту намесника и крунисан је за цара - савладара почетком 1259. године. Током преврата, Теодора је сама реаговала на убиства, отишла је код ујака и затражила да јој мужа поштеде. Михаило ју је прекорио и рекао јој да ћути да и она не би поделила његову судбину.
Године 1261. након што је цар Михаило VIII поново заузео Константинопољ и крунисао се као једини цар обновљеног Византијског царства, Теодора се поново удала за новопроглашеног протовестијара Јована Раула Петралифа, потомка племићке породице Раул и вишег војног официра. Пре његове смрти, око 1274. године, родила је две ћерке, Ирену и Ану.

### Сукоб са царем Михаилом VIII
По уобичајеној пракси за племените жене тог времена, када јој је умро други муж, Теодора се повукла у манастир. У то време, међутим, она је дошла до јавног значаја кроз питање које је поделило византијско друштво: питање уније са Римском црквом.
Још од ослобођења Константинопоља, положај цара Михаила VIII био је несигуран: претња од обновљених покушаја Латина да поврате град била је увек присутна, а појачавала се успоном амбициозног Карла Анжујског који је доминирао над јужном Италијом и његовом намером да обнови Латинско царство под његовим окриљем. Једина сила која је могла да спречи такав напад било је папство, и тако се цар Михаило VIII укључио у преговоре за унију цркава, који су коначно уродили плодом 1274. године, на Другом лионском сабору. Унија, међутим, и уступци које је папство наметнуло у питањима доктрине, били су дубоко непопуларни међу самим Византинцима и погоршавали су већ напете Михаилове односе са православним свештенством због његовог разрешења патријарха Арсенија Ауторијана, који је екскомуницирао цара због узурпације престола и збацивања цар Јована IV Ласкариса.
Опозиција Унији појавила се чак и унутар Михаилове породице: међу најфанатичнијим неистомишљеницима била је Теодорина мајка, Ирена, некада Михаилова омиљена сестра. Теодора је чврсто подржавала своју мајку, заједно са Манојлом и Исаком Раулом, браћом њеног покојног мужа Јована. Због свог непријатељског деловања, мајка и ћерка су прогнане у тврђаву Светог Ђорђа на обали Црног мора. Ирена је, међутим, успела да побегне из затвора на двор своје ћерке царице Марије у Бугарску, одакле је чак планирала војну коалицију са Мамелуцима да збаци свог брата са власти.

### Активности током владавине цара Андроника II
Теодорино изгнанство је трајало до Михаилове смрти 1282. године. Његов син и наследник цар Андроник II Палеолог (1282–1328) поништио је верску политику свог оца у вези са Унијом. Остао је проблем Арсенита, присталица свргнутог патријарха Арсенија, који су одбили да признају његове наследнике. Цар Андроник II је покушао да посредује и сазвао је Црквени сабор у Адрамитију 1284. године. У томе су учествовале и Теодора и њена мајка Ирина, али то није успело да ублажи раскол. Сама Теодора је била арсенијка, али умеренија од своје мајке. Заиста, успоставила је блиску везу са новим патријархом Григоријем II, чијим се научним способностима дивила и који ће постати њен духовни отац.
Теодора и њена сестра Ана су се после сабора вратиле у Цариград, док је њихова мајка остала у Адрамитију, где је касније исте године умрла. Отприлике у исто време Теодора је обновила манастир Светог Андреја у Крисеју у Цариграду и претворила га у метох. Тамо је пренела мошти патријарха Арсенија (који је преминуо 1273. године) из храма Свете Софије и провела остатак свог живота, предана својим монашким дужностима и научним пословима. 1289. године, када је њен пријатељ, патријарх Григорије II, поднео оставку, она му је дала уточиште у такозваном Аристинском двору, који је лежао поред манастира Светог Андреја.
Последњe Теодорино јавнo појављивање  догодило се 1295. године. На основу његових успеха против Турака и незадовољства становника Мале Азије са Палеолозима, генерал Алексије Филантропин се прогласио за цара. Теодору је послао цар Андроник II, заједно са њеним девером Исаком Раулом, који је такође био умешан у неуспелу заверу и био је ослепљен, да се састану са њим и убеде га да се преда. Њена мисија је пропала, а Филантропин је убрзо потом издан и ослепљен. Ништа се даље не зна о њеном животу до њене смрти, 6. децембра 1300. године.